# Gallerie dell'Accademia
Le Gallerie dell'Accademia di Venezia sono un museo statale italiano. Si trovano nel sestiere di Dorsoduro ai piedi del ponte dell'Accademia, in quello che fino all'inizio del XIX secolo era il vasto complesso formato dalla chiesa di Santa Maria della Carità, dal convento dei Canonici Lateranensi e dalla Scuola Grande di Santa Maria della Carità (l'ingresso è per il portale di quest'ultima). Prendono il nome dall'Accademia di Belle Arti, che le ha aperte nel 1817 e ne ha condiviso la sede fino al 2004.
Raccolgono la migliore collezione di arte veneziana e veneta, soprattutto legata ai dipinti del periodo che va dal XIV al XVIII secolo: tra i maggiori artisti rappresentati figurano Tintoretto, Giambattista Pittoni, Tiziano, Canaletto, Giorgione, Giovanni Bellini, Vittore Carpaccio, Cima da Conegliano e Veronese. Vi si conservano anche altre forme d'arte come sculture e disegni, tra i quali il celeberrimo Uomo vitruviano di Leonardo da Vinci (esposto solo in occasioni particolari).
Sono di proprietà del Ministero della cultura, che dal 2014 le ha annoverate tra gli istituti museali dotati di autonomia speciale.

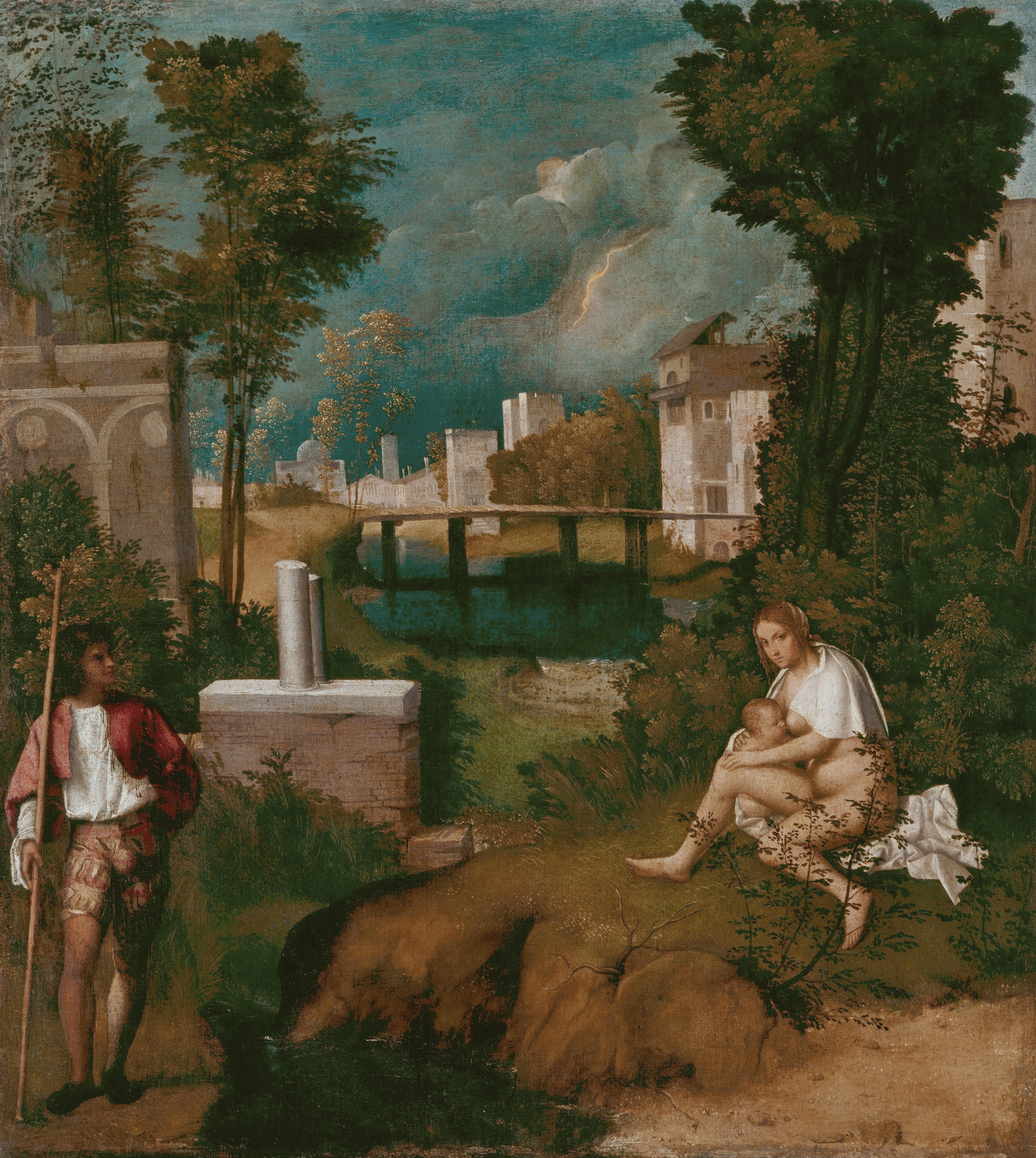
La Tempesta di Giorgione (1507-1508)

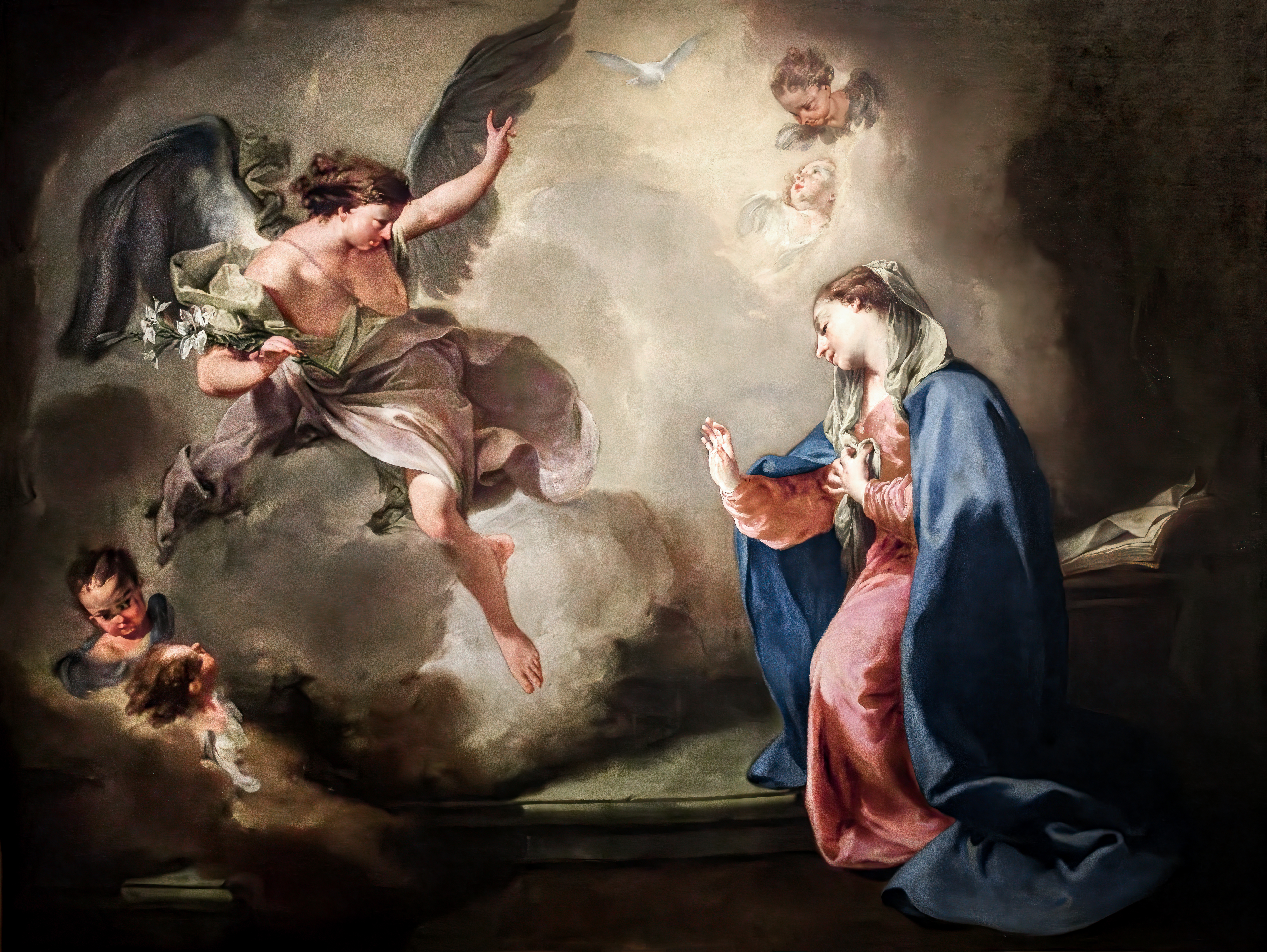
Annunciazione, di Giambattista Pittoni (1757)

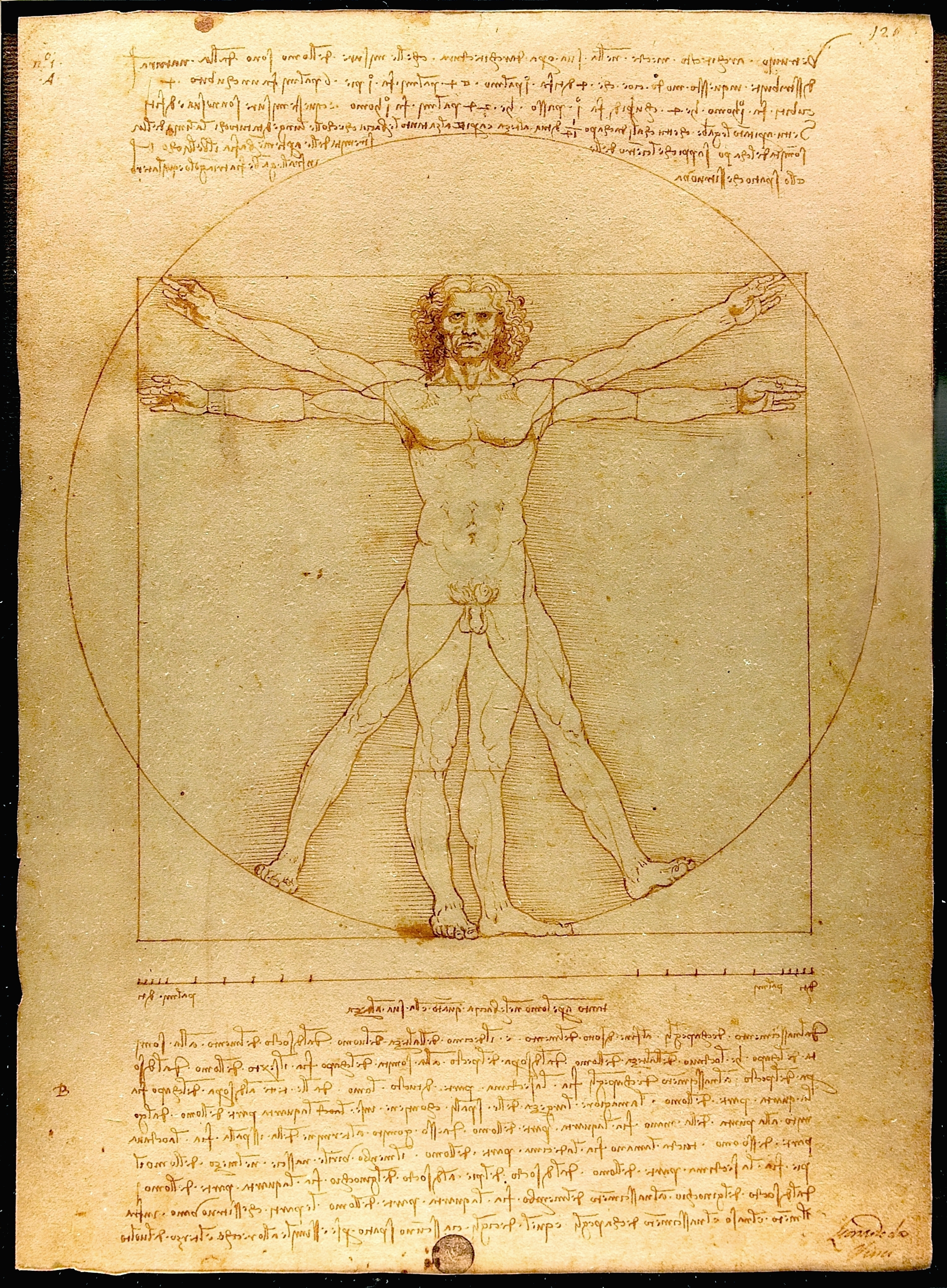
Uomo vitruviano di Leonardo da Vinci (1490)

## Storia

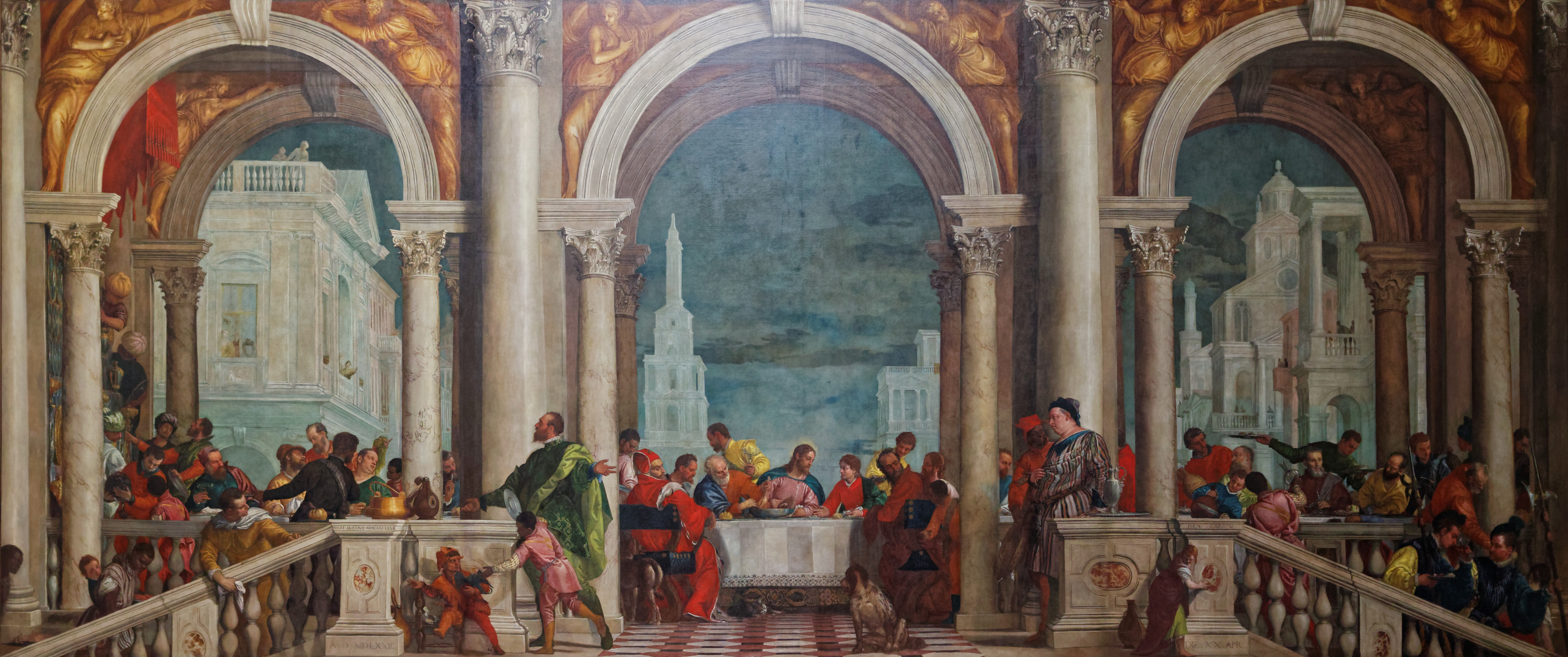
Convito in casa di Levi di Paolo Veronese (1573)

Fin dalla fondazione (1750) l'Accademia acquisiva opere d'arte con finalità didattiche e di restauro. Con la caduta della Serenissima (1797) e il trattato di Presburgo (dicembre 1805), Venezia entrò nell'orbita francese divenendo una delle province del Regno Italico creato da Napoleone. Fu in questo periodo che numerosi decreti portarono alla chiusura di tutti i palazzi pubblici, alla soppressione di monasteri e conventi, alla soppressione di circa 40 parrocchie e circa 200 edifici di culto, nonché alla demolizione di molti altri. Gli oggetti d'arte che non presero la via della dispersione (molti finirono al principale museo del regno dopo il Louvre, Brera), vennero raccolti all'Accademia, con finalità essenzialmente didattiche per gli studenti d'arte.
La sede originale della raccolta era il Fonteghetto della Farina, ma in seguito la disponibilità di edifici passati alle autorità dopo le soppressioni fece optare, nel 1807, per il convento dei Canonici Lateranensi, la chiesa e la Scuola della Carità. La sistemazione di un complesso di edifici così vario fu accolta con perplessità da parte degli accademici, soprattutto per le enormi spese che avrebbe comportato il trasferimento e l'adattamento, ma la decisione governativa non mutò. Così vennero avviati profondi lavori incaricando il cattedratico Giannantonio Selva e l'allievo Francesco Lazzari: la chiesa fu suddivisa in ambienti, sia in orizzontale che in verticale eliminando tutti gli altari e gli arredi; il piano inferiore fu diviso in cinque grandi ambienti destinati alla scuola, mentre in quello superiore furono ricavati due grandi saloni illuminati da lucernari e riservati all'esposizione delle opere d'arte; furono invece murate le originarie finestre gotiche della chiesa. Inoltre il convento perse parte dell'impianto palladiano per consentire la costruzione di nuove ali (1834), la facciata fu rifatta dal Lazzari (1830) e l'atrio della Scuola fu modificato.
Il primo nucleo della collezione comprendeva anche i saggi degli allievi ed una raccolta di gessi (da cui il nome al plurale "Gallerie"), e fu esposto con successo nel 1817. La raccolta si arricchì di dipinti riportati dalla Francia sconfitta e soprattutto dei lasciti di grandi collezionisti. Ulteriori acquisizioni si ebbero al passaggio delle Gallerie allo Stato (1879) e sono continuate anche in seguito. La divisione tra la scuola d'arte e il museo fu avviata nel 1870 e ultimata solo nel 1882. Un primo riordino della pinacoteca, con l'eliminazione dei quadri dell'Ottocento, si ebbe nel 1895 sotto la direzione di Giulio Cantalamessa: gli esigui esempi di scuole non venete vennero raccolti e il resto dei dipinti ordinati in maniera cronologica; i grandi cicli di teleri furono riuniti nei due saloni della chiesa della Carità (Storie di sant'Orsola del Carpaccio e i Miracoli della reliquia della vera croce di artisti vari); la Presentazione di Maria al Tempio di Tiziano fu infine collocata nella Sala dell'Albergo della Scuola, affinché tornasse nel contesto originale per cui era stata ideata.
Durante la prima guerra mondiale i dipinti più importanti furono rifugiati a Firenze, tornando agli inizi degli anni venti e mettendo in luce l'esigenza di una riorganizzazione. Nel 1923 si volle recuperare parzialmente l'aula absidata della chiesa, eliminando gli ambienti destinati ai teleri quattrocenteschi, ripristinando il soffitto a capriate e le finestre gotiche; le Storie di sant'Orsola vennero spostate nella sala che ancora oggi le conserva, mentre rimase solo il ciclo dei Miracoli. Nello stesso periodo l'Assunta lasciò il museo per tornare sull'altare maggiore dei Frari. Le residue opere ottocentesche vennero lasciate in deposito a Ca' Pesaro, mentre molte opere di scuole straniere furono spostate alla Galleria Franchetti presso la Ca' d'Oro.
Durante l'ultimo conflitto i capolavori veneziani vennero protetti in vari depositi decentrati, tra cui la rocca di Sassocorvaro. Nel 1944-1949 furono eseguiti ulteriori lavori di ammodernamento secondo i più recenti principi museografici, predisponendo, sotto la direzione di Vittorio Moschini, una ristrutturazione e un'aggiunta di un nuovo edificio collegato alle sale ottocentesche, opere di cui si occupò Carlo Scarpa. Solo nel 1960 tale intervento poté dirsi definitivamente concluso, con un diradamento delle opere, l'eliminazione dei falsi storici e una maggiore attenzione ai materiali utilizzati.
Sotto la direzione di Francesco Valcanover, tra il 1961 e il 1967, furono aggiornati gli impianti e i servizi. Inoltre fu risistemata la collezione grafica all'ultimo piano, in ambienti appositamente climatizzati. In tempi più recenti è stato aperto un nuovo deposito all'ultimo piano dell'edificio di Palladio, e si è provveduto a una generale revisione degli allestimenti. Nel periodo 2001-2003 gli ambienti della Galleria sono stati al centro di un progetto di illuminazione e ampliamento delle aree espositive. Alcuni di questi interventi sono stati realizzati anche grazie ai fondi del Gioco del Lotto, in base a quanto regolato dalla legge 662/96.

## Sede

### Complesso di Santa Maria della Carità

#### Chiesa e convento
Costruiti nel XII secolo, chiesa e convento ospitarono a partire dal secolo successivo una Scuola di Battuti per riceverne un sostegno economico. Nel XV secolo le rendite aumentarono grazie al sostegno del veneziano papa Eugenio IV, permettendo di rinnovare ed ampliare ulteriormente gli edifici.
Il complesso fiorì anche nel secolo successivo, tanto da affidare ad Andrea Palladio un progetto molto ambizioso per il convento, mai completato. L'incendio del 1630 segna invece l'avviata decadenza, culminata nel 1744 nel crollo del campanile.
Nel 1768 l'ordine dei Canonici Lateranensi fu soppresso e la chiesa venne chiusa nel 1806.

#### Scuola Grande di Santa Maria della Carità

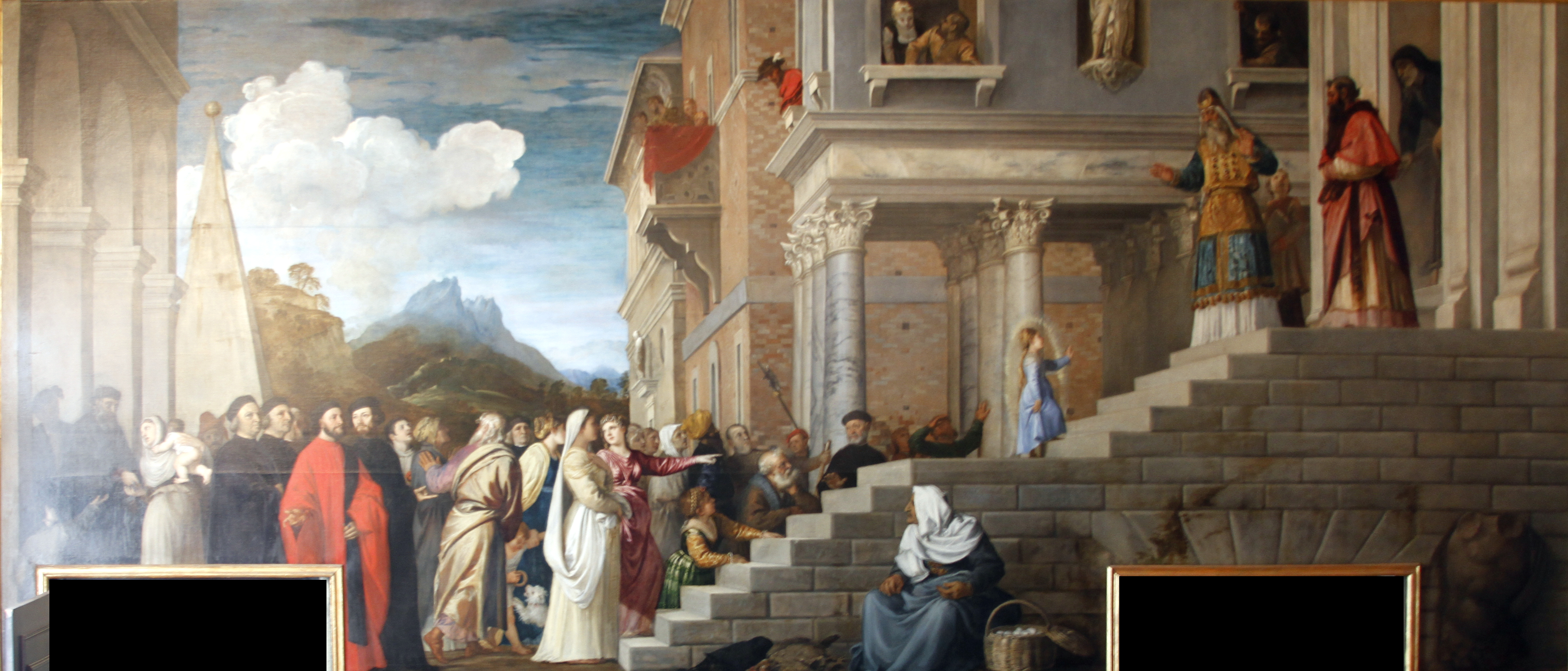
La Presentazione di Maria al Tempio, dipinta da Tiziano per la Sala dell'Albergo della Scuola.

La Scuola della Carità fondata nel 1260 fu una delle prime Scuole Grandi (cioè dei Battuti). Ospitata prima nella chiesa di San Leonardo, quindi alla Giudecca, già nel 1261 aveva ottenuto spazi in questo convento. Come le altre scuole aveva compiti di mutuo soccorso e di carità verso i poveri, che coltivava anche mediante investimenti oculati delle somme versate dai confratelli e dalla Repubblica.
Grazie alle sue ricchezze la confraternita poté aiutare a più riprese i Canonici acquistandone delle proprietà, come il terreno sul quale a partire dal 1344 costruì la propria sede definitiva. L'entrata rimase tuttavia in comune con il convento, ed era la porta tuttora presente a sinistra dell'ingresso attuale e decorata da edicole gotiche con i santi protettori della scuola. Internamente si arricchì di un soffitto a cassettoni nella sala capitolare (XV secolo, conservato) e di numerosi dipinti. Fra i più importanti due opere esposte nella collocazione originale (ex Sala dell'Albergo della Scuola): la Presentazione di Maria al Tempio di Tiziano (1538) ed il Trittico della Madonna della Carità di Antonio Vivarini e Giovanni d'Alemagna (1480); le altre due opere della serie, lo Sposalizio della Vergine di Giampietro Silvio e l'Annunciazione di Girolamo Dente, già nella parrocchiale di Mason Vicentino, sono state oggi riunite al loro contesto originale.
Intorno al 1760 Bernardino Maccaruzzi e Giorgio Massari apportarono modifiche sia internamente che esternamente, con la completa sostituzione della precedente facciata gotica e l'apertura del portale sul campo (la facciata acquisirà l'aspetto attuale nel 1830). Sebbene ancora prospera, anche la Scuola subì la soppressione nel 1806.

## Collezioni
La collezione oggi può essere divisa in: opere da sempre in Santa Maria della Carità e nella sua Scuola, opere raccolte durante le soppressioni, un numero esiguo di lavori degli accademici qui trasferiti dalla vecchia sede, opere acquistate appositamente (come la collezione di gessi dell'abate Farsetti, 1805) e, infine, opere arrivate tramite legati. Tra i legati più antichi si ricordano l'Annunciazione di Giambattista Pittoni del 1757, esposta da quando divenne Presidente dell'Accademia, come da tradizione nella Sala delle Adunanze dell'Accademia, sede dell'Accademia di Venezia, e oggi esposta nella Sala pittura dell'ala Paladia con Tintoretto, quelli di Girolamo Molin (1816), che fruttò varie opere di primitivi veneziani, quello di Felicita Reiner (1833, formalizzata solo nel 1850), che fruttò opere di Piero della Francesca (San Girolamo e il donatore Girolamo Amadi) e Giovanni Bellini (Madonna col Bambino tra le sante Caterina e Maria Maddalena), e quella di Girolamo Contarini (1838), che comprendeva 180 opere tra cui la Madonna degli Alberetti e le Quattro allegorie sempre del Bellini, nonché sei dipinti di Pietro Longhi. La collezione grafica si formò dal 1822 con l'acquisto della raccolta di Giuseppe Bossi comprendente più di tremila pezzi, tra cui il famoso Uomo vitruviano ed esempi di scuola lombarda, ligure, bolognese, toscana, romana, francese, tedesca e fiamminga.
Nell'Ottocento l'orientamento prevalente delle collezioni verso la pittura veneta era considerato limitativo e si cercò di colmare la mancanza di opere di altre scuole attraverso una serie di scambi con istituzioni simili. In realtà, quando il fine didattico decadde, tale diversità fu finalmente vista come una peculiarità da valorizzare e rafforzare.
A metà dell'Ottocento Francesco Giuseppe acquistò per la galleria opere come il San Giorgio del Mantegna, il Ritratto di giovane di Hans Memling e la Vecchia di Giorgione. Sotto la direzione di Cantalamessa entrarono la Madonna col Bambino di Cosmè Tura, la Sacra conversazione di Palma il Vecchio e due lavori giovanili di Giambattista Tiepolo. La direzione di Gino Fogolari (dal 1905) assicurò al museo altri fondamentali capolavori, come la Tempesta di Giorgione e lavori di Luca Giordano e Bernardo Strozzi. Dopo la pausa dei conflitti mondiali riprese l'acquisizione di nuove opere: nel 1949 Guido Cagnola donò un quaderno di schizzi del Canaletto, mentre negli anni settanta arrivarono opere di Francesco Guardi e Alessandro Longhi. All'inizio degli anni ottanta Valcanover rivendicò una trentina di opere recuperate da Rodolfo Siviero in Germania e in altri paesi, che ancora si trovavano nei depositi di palazzo Pitti a Firenze: tuttavia riuscì a ottenere solo otto dipinti, tra cui lavori di Giovanni Antonio Guardi, Canaletto e Sebastiano Ricci.
Nel gennaio 2018, in occasione del bicentenario della prima apertura pubblica delle Gallerie, il Mibact in collaborazione con Venetian Heritage e il Venice in Peril Fund di Londra, hanno presentato le nuove acquisizioni che andranno ad arricchire il patrimonio artistico del museo: la tela raffigurante La Speranza di Giorgio Vasari, il frammento della Parabola del banchetto di nozze di Bernardo Strozzi, l'Autoritratto come Allegoria dello stupore di Pietro Bellotti e 18 disegni preparatori di Francesco Hayez per il dipinto La distruzione del tempio di Gerusalemme.
Vasari, giunto a Venezia intorno al 1541, ottenne la commissione di alcuni dipinti destinati al soffitto di una sala di palazzo Corner. Successivamente però alla fine del Settecento, il soffitto fu smantellato e i rispettivi comparti dispersi sul mercato internazionale. Solo nel 1987 lo Stato, grazie all'aiuto delle soprintendenze veneziane, riuscì a riacquistare tutti frammenti, tra cui La Speranza rappresenta il recupero di uno degli ultimi prima che il complesso potrà essere ricomposto nella sua totalità e restituito nuovamente alla città di Venezia.
A seguire la tela di Strozzi, un frammento di una composizione ovale più ampia che rappresenta la Parabola del banchetto di nozze, un'opera originariamente conservata nella chiesa dell'Ospedale degli incurabili.
Sempre al 2017 risale l'acquisto dell'Autoritratto di Pietro Belotti, una delle opere più singolari ed evocative della produzione artistica del pittore veneto, dove rimane chiaro il tentativo da parte dell'artista di recuperare la tradizione cinquecentesca veneziana.
Infine gli schizzi preparatori di Francesco Hayez, protagonista incontestato del romanticismo italiano, fu sicuramente uno dei maggiori pittori europei dell'Ottocento.

## Opere principali
Paolo Veneziano
- Polittico di Santa Chiara (o dell'Incoronazione della Vergine con storie di Cristo e di san Francesco), 1335-40 circa
- Madonna in trono col Bambino e due committenti, prima del 1350

Lorenzo Veneziano
- Polittico Lion, 1357
- Annunciazione tra i santi Battista, Gregorio, Giacomo e Stefano, 1371

Catarino
- Incoronazione della Vergine, 1375

Jacobello Alberegno
- Polittico dell'Apocalisse, 1360-90 circa

Nicolò di Pietro
- Madonna in trono col Bambino e devoti, 1394

Jacobello del Fiore
- Madonna della Misericordia tra i santi Giovanni Battista ed Evangelista, 1415/1420
- Giustizia tra gli arcangeli Michele e Gabriele, 1421

Michele di Matteo da Bologna
- Polittico di Sant'Elena, dopo il 1427

Michele Giambono
- Incoronazione della Vergine in Paradiso tra le gerarchie angeliche e i santi, i quattro dottori della chiesa e gli evangelisti, 1447-48
- San Giacomo Maggiore tra i santi Giovanni Evangelista e il beato Filippo Benizzi, Michele Arcangelo e Luigi da Tolosa, 1450 circa

Jacopo Bellini
- Madonna col Bambino, 1448 circa
- Madonna col Bambino benedicente e i cherubini, 1455 circa

Antonio Vivarini
- Matrimonio di santa Monica, dopo il 1430
- Madonna col Bambino benedicente, 1440 circa
- Trittico della Madonna della Carità (con Giovanni d'Alemagna), 1446

Piero della Francesca
- San Girolamo e il donatore Girolamo Amadi, 1455-60 circa

Cosmè Tura
- Madonna dello Zodiaco, 1460 circa

Bartolomeo Vivarini
- Polittico di Ca' Morosini, 1464
- Sant'Ambrogio tra i santi Luigi, Pietro, Paolo e Sebastiano, 1477

Andrea Mantegna
- San Giorgio, 1458-60 circa

Carlo Crivelli
- Santi Pietro e Paolo, 1490 circa
- Santi Ansovino e Girolamo, 1490 circa

Andrea da Murano
- Santi Vincenzo Ferrer e Rocco tra i santi Sebastiano e Pietro martire e la Madonna della Misericordia tra santi, 1478 circa

Hans Memling
- Ritratto di giovane uomo, 1480 circa

Alvise Vivarini
- Sacra conversazione, 1480
- San Giovanni Battista e San Matteo, dopo il 1480

Giovanni Bellini
- Trittico di San Sebastiano, 1464-70
- Trittico di San Lorenzo, 1464-70
- Trittico della Natività, 1464-70
- Trittico della Madonna, 1464-70
- Madonna col Bambino benedicente, 1465-70 circa
- Madonna in trono che adora il Bambino dormiente, 1470 circa
- Madonna Contarini, 1480 circa
- Madonna dai cherubini rossi, 1485-90
- Pala di San Giobbe, 1487
- Madonna degli alberetti, 1487
- Madonna col Bambino tra le sante Caterina e Maria Maddalena, 1488-90
- Annunciazione, (con aiuti) 1490 circa
- Quattro allegorie, 1490-1500 circa
- Sacra conversazione Giovanelli, 1503 circa
- Pietà Donà dalle Rose, 1505 circa
- Compianto sul Cristo morto, (con aiuti) 1510 circa
- Vergine in gloria e santi, 1510-15 circa

Gentile Bellini
- Beato Lorenzo Giustiniani, 1465
- Processione in piazza San Marco, 1496
- Miracolo della Croce caduta nel canale di San Lorenzo, 1500
- Guarigione Miracolosa di Pietro de' Ludovici, 1501?

Jacopo da Montagnana
- Annunciazione, 1494-97

Giovanni Agostino da Lodi
- Lavanda dei piedi, 1500

Bartolomeo Montagna
- San Pietro benedicente con un devoto, 1505 circa

Pier Maria Pennacchi
- Morte della Vergine, 1510 circa

Hieronymus Bosch
- Trittico degli Eremiti 1495-1505 circa
- Trittico di Santa Liberata 1495-1505 circa
- Quattro visioni dell'Aldilà 1505-15 circa

Vittore Carpaccio
- Storie di sant'Orsola, 1490-98
- Miracolo della Croce a Rialto, 1496 circa
- Presentazione di Gesù al Tempio, 1510
- Diecimila martiri del monte Ararat, 1515

Leonardo da Vinci
- Uomo vitruviano, 1490 circa

Antonello de Saliba
- Annunciata, 1485-1535 circa

Cima da Conegliano
- Cristo in pietà sostenuto dalla Madonna, Nicodemo e san Giovanni Evangelista con le Marie, 1491-92 circa
- Madonna dell'Arancio, 1496-98
- Madonna col Bambino in trono e santi, 1496-99
- Arcangelo Raffaele con Tobiolo tra i santi Nicolò e Giacomo Maggiore
- Incredulità di san Tommaso col vescovo Magno, 1504-05 circa
- Leone di san Marco tra i santi Giovanni Battista, Giovanni Evangelista, Maria Maddalena e Girolamo, 1506-08

Lazzaro Bastiani
- Offerta delle reliquie della Santa Croce ai confratelli della scuola di San Giovanni Evangelista,  dopo il 1495

Giovanni Mansueti
- Miracolo della reliquia della Croce in campo San Lio, dopo il 1494
- Guarigione miracolosa della figlia di Benvegnudo , 1502

Benedetto Rusconi
- Miracolo della reliquia della Santa Croce, prima del 1510

Giorgione
- Vecchia, 1502-03 circa
- Tempesta, 1502-03 circa
- Concerto, 1507 circa

Sebastiano del Piombo
- I quattro santi, 1508-09 circa

Romanino
- Deposizione e santi, 1510

Marco Basaiti
- Vocazione dei figli di Zebedeo, 1510
- Orazione nell'orto con i santi Ludovico da Tolosa, Francesco, Domenico e Marco, 1510

Giovanni Gerolamo Savoldo
- I santi Antonio abate e Paolo eremita, 1515-16 circa
- Annunciazione, 1530 circa

Moretto
- Madonna del Carmelo, 1521-22 circa

Giovanni Cariani
- Sacra conversazione con san Giuseppe, santa Lucia e Maddalena, 1514

Jacopo Palma il Vecchio
- Assunzione della Vergine, 1513 circa
- Sacra conversazione, 1525-30 circa
- I santi Marco, Giorgio e Nicola liberano Venezia dai demoni (terminata da Paris Bordon), 1527-34 circa

Lorenzo Lotto
- Giovane malato o Ritratto di gentiluomo nel suo studio, 1530 circa

Il Pordenone
- Il Beato Lorenzo Giustiniani tra due canonici e i Santi Ludovico da Tolosa, Francesco, Bernardino e Giovanni Battista, 1528-32 circa

Paris Bordon
- Consegna dell'anello al Doge, 1533-35

Tiziano
- Presentazione di Maria al Tempio, 1534-38
- San Giovanni Battista, 1540-42 circa
- Madonna col Bambino, 1560-65 circa
- Pietà, 1575-76

Bonifacio de' Pitati
- Madonna dei sartori, 1533
- Il ricco Epulone, 1535-38 circa
- Annunciazione e Padre Eterno sopra la piazza San Marco, 1542-43 circa

Tintoretto
- San Marco libera uno schiavo, 1547-48 circa
- Ritratto del procuratore Jacopo Soranzo, 1550
- La creazione degli animali, 1550-53
- Tentazione di Adamo ed Eva, 1550-53 circa
- Caino uccide Abele, 1550-53
- Assunzione della Vergine, 1550-55 circa
- San Luigi, San Giorgio e la principessa, 1552
- Santi Andrea e Girolamo, 1553
- Presentazione di Gesù al Tempio, 1554-55 circa
- Deposizione di Cristo dalla croce, 1550-60 circa
- Trafugamento del corpo di san Marco, 1562-66
- Madonna dei Tesorieri, 1566-67
- Ritratto del Procuratore Antonio Cappello, 1571?
- Ritratto del doge Alvise Mocenigo, 1570-77

Giorgio Vasari
- Giustizia e Pazienza, 1542

Jacopo Bassano
- Adorazione dei pastori, 1548 circa
- San Girolamo, 1563 circa

Paolo Veronese
- Madonna col Bambino in trono, san Giovannino e santi, 1562 circa
- Sposalizio mistico di santa Caterina d'Alessandria, 1565-70 circa
- Allegoria della battaglia di Lepanto, 1571-73 circa
- Cena a Casa di Levi, 1573
- Venezia riceve l'omaggio di Ercole e Cerere, 1575 circa
- Annunciazione, 1578
- San Francesco riceve le stigmate, 1582 circa
- San Nicolò riconosciuto vescovo di Mira, 1582 circa
- Crocifissione, 1582 circa

Domenico Fetti
- David, 1617-19
- Meditazione, 1618 circa

Johann Liss
- Sacrificio di Isacco, 1630 circa
- Abele pianto dai genitori, 1630 circa

Bernardo Strozzi
- Convito in casa di Simone, 1618-20 circa
- Ritratto del procuratore Giovanni Grimani,  1640 circa

Sebastiano Mazzoni
- Annunciazione, ante 1645-50 circa

Mattia Preti
- Omero, 1635 circa

Luca Giordano
- Crocifissione di san Pietro, 1659-60

Francesco Maffei
- Perseo mozza il capo a Medusa , 1660 circa
- Scena mitologica, 1660 circa

Fra Galgario
- Ritratto del conte Giovanni Battista Vailetti , 1715-20 circa

Sebastiano Ricci
- Diana e Callisto, 1712-16
- Baccanale in onore di Pan, 1716 circa
- Il sogno di Esculapio, 1720 circa

Marco Ricci
- Paesaggio con torrente, monaci e lavandaie, 1715 circa
- Paesaggio con cavalli che si abbeverano, 1715 circa

Giovanni Antonio Pellegrini
- La Pittura, 1725-30 circa
- La Scultura, 1725-30 circa

Jacopo Amigoni
- Venere e Adone, 1740-50 circa

Rosalba Carriera
- Ritratto di bambina con bussolà, 1725
- Ritratto di giovinetto, 1726-27 circa
- Ritratto del console francese Le Blond, 1727
- Ritratto del cardinale Melchior de Polignac, 1732
- Autoritratto, 1745-50 circa

Giovanni Battista Piazzetta
- Cristo crocifisso tra i due ladroni, 1710 circa
- Indovina, 1740-45

Giulia Lama
- Giuditta e Oloferne, 1725-30 circa

Giambattista Tiepolo
- Ratto di Europa, 1720-21 circa
- Apollo e Marsia, 1725 circa
- San Giuseppe con Gesù Bambino e santi, 1730-35 circa
- Castigo dei serpenti, 1732-34 circa
- Apparizione della Sacra Famiglia a San Gaetano, 1735-36
- Scoperta della Vera Croce e sant'Elena, 1740 circa
- Trasporto della Santa Casa di Loreto, 1743 circa

Francesco Zuccarelli
- Caccia al Toro, 1732 circa
- Ratto di Europa, 1740-50
- Baccanale, 1740-50

Giuseppe Zais
- Ruderi di un edificio a volte, 1730 circa
- Rovine antiche con grande arco e colonne, 1730 circa
- L'altalena

Pompeo Batoni
- Madonna in trono con Santi e Beati della famiglia Gabrielli di Gubbio, 1736

Canaletto
- Capriccio con rovine e porta Portello a Padova, 1760-70 circa
- Capriccio con rovine ed edifici classici, 1760-70 circa
- Prospettiva con portico, 1765

Antonio Visentini
- Veduta prospettica con studiosi di architettura, 1771-77

Bernardo Bellotto
- Il rio dei Mendicanti e la Scuola di San Marco, 1740 circa

Michele Marieschi
- Capriccio con edificio gotico e obelisco, 1740 circa
- Capriccio con arco classico e capre, 1740 circa

Pietro Longhi
- Il sarto, 1741
- La toeletta, 1741 circa
- Lezione di danza, 1741 circa
- Il concertino, 1741 circa
- L'indovino, 1752
- Il farmacista, 1752

Giovanni Antonio Guardi
- Erminia e Vafrino si imbattono in Tancredi ferito, 1750-55 circa

Gaspare Traversi
- Il ferito, 1752

Giambattista Pittoni
- Annunciazione, 1757

Alessandro Longhi
- La famiglia del procuratore Luigi Pisani, 1758 circa
- La pittura e il merito, 1761
- Ritratto di Carlo Lodli, 1760-65

Giandomenico Tiepolo
- Apparizione dei tre angeli ad Abramo, 1773

Francesco Guardi
- Bacino di San Marco con San Giorgio e la Giudecca, ante 1774
- Incendio al deposito degli oli a San Marcuola, 1789

Francesco Hayez
- Aristide, 1812
- Solone, 1812-13
- Rinaldo e Armida, 1813
- La distruzione del tempio di Gerusalemme, 1867
- Autoritratto a 88 anni, 1878

Ippolito Caffi
- Nebbia in Piazza San Marco, 1842